# Brooks Building

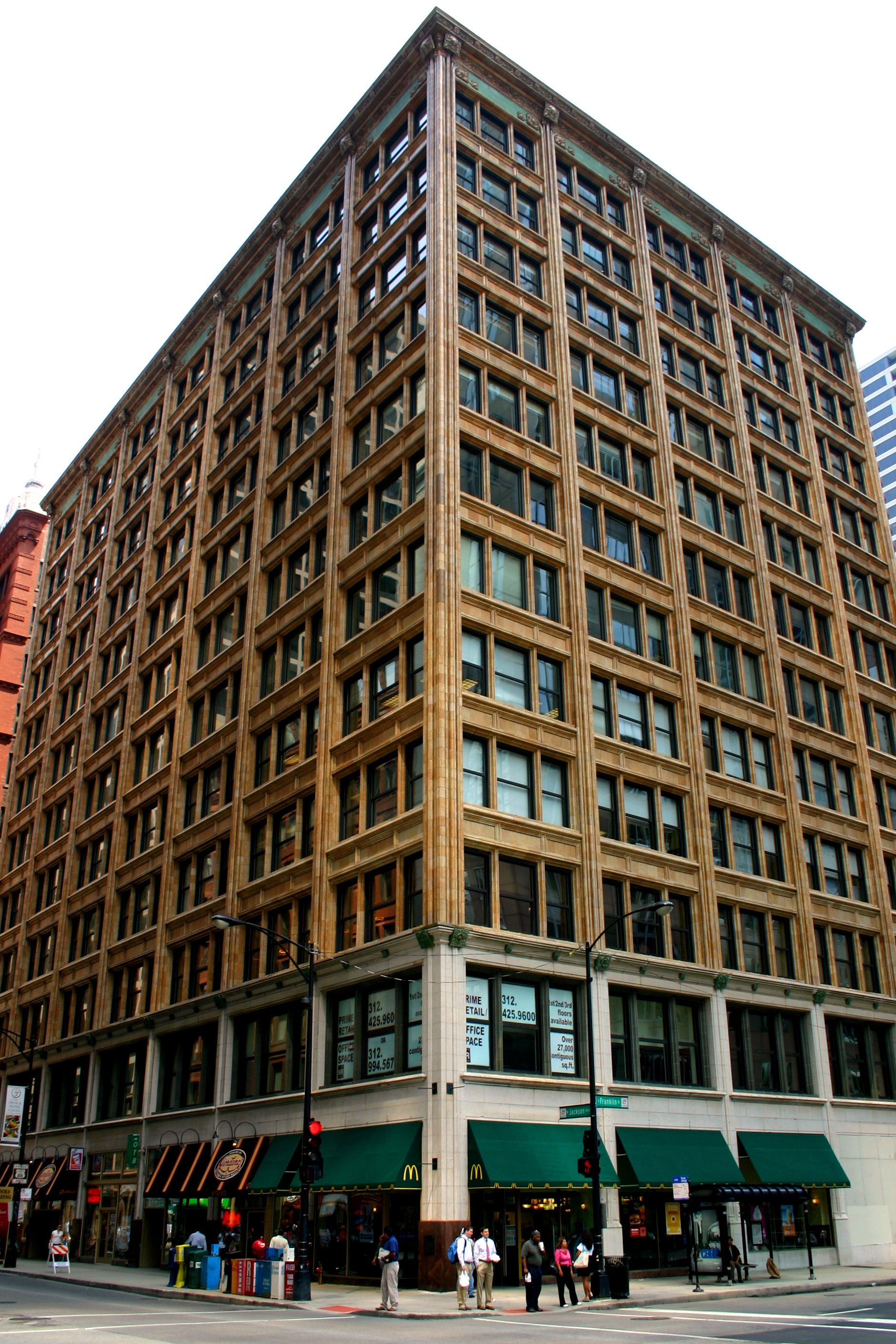
Brooks Building de Chicago

Le Brooks Building est un immeuble construit en 1909-1910 à Chicago.
Construit dans le style de l'école d'architectude de Chicago, il compte 12 étages, et est situé 223 West Jackson Boulevard dans le centre financier de Chicago.